# Acidente da Base Aérea de Thule de 1968
O Acidente da Base Aérea de Thule de 1968 foi um acidente ocorrido no dia 21 de janeiro de 1968, envolvendo um B-52 Stratofortress da Força Aérea dos Estados Unidos. Nessa data, a aeronave caiu no gelo a alguns quilômetros da Base aérea de Thule e os investigadores só conseguiram recuperar três das quatro bombas nucleares.
Segundo documentos que eram confidenciais, obtidos graças à 'Freedom of Information Act' (lei americana que permite que as agências federais revelem seus documentos), os americanos nunca conseguiram localizar a bomba, apesar das buscas realizadas perto da base aérea de Thule, onde em 1968 um bombardeiro estratégico B-52 caiu com quatro bombas nucleares a bordo.
A base de Thule, a mais setentrional da Força Aérea dos Estados Unidos e de grande importância estratégica, foi construída em plena guerra fria, no início da década de 1950. Era um elo importante na cadeia de radares do Norad (sistema de vigilância do espaço aéreo americano), previsto para detetar qualquer lançamento de mísseis soviéticos.